# 東村 (新潟県)
東村（ひがしむら）は、かつて新潟県南魚沼郡にあった村。

## 沿革
- 1901年（明治34年）11月1日 - 南魚沼郡赤石村、三用村が合併し、東村が発足。
- 1956年（昭和31年）4月1日 - 南魚沼郡大崎村、浦佐村、藪神村と合併し、大和村となり消滅。